# Stadion Orkana Sochaczew
Stadion Orkana Sochaczew – wielofunkcyjny stadion w Sochaczewie, w Polsce. Został otwarty w 1932 roku. Może pomieścić 3000 widzów. Obiekt służy klubowi sportowemu Orkan Sochaczew.

## Historia
Stadion powstał na terenie ofiarowanym miastu w 1920 roku przez Włodzimierza Garbolewskiego. Przed budową stadionu w jego miejscu mieścił się trawiasty plac, na którym grano w piłkę nożną. Otwarcie obiektu miało miejsce 26 czerwca 1932 roku, a na inaugurację odbyły się zawody lekkoatletyczne i strzeleckie oraz rozegrano spotkanie piłkarskie pomiędzy Orkanem Sochaczew i ŻGTS Sochaczew (gospodarze wygrali 5:4, choć do przerwy przegrywali 0:4).
W czasach PRL-u stadion przeszedł dwie duże modernizacje. W latach 50. XX wieku m.in. obrócono płytę boiska o 90 stopni i zlikwidowano znajdującą się na nim strzelnicę. Drugą przebudowę ukończono w 1970 roku, powstało wówczas boisko treningowe i budynek klubowy.
Na początku września 1957 roku na obiekcie doszło do tragicznego incydentu. Podczas meczu piłkarskiego Orkana Sochaczew z Unią Boryszew zawodnik Unii, Stefan Kaźmierczak zderzył się głową z jednym z piłkarzy Orkana. Gracz Unii stracił przytomność i został odwieziony do szpitala, gdzie jednak kilka dni później zmarł.
Najwyższe frekwencje na stadionie osiągano w latach 70. XX wieku. Stadion zyskał wówczas miano „sochaczewskiej Maracany”. Do popularności obiektu przyczyniło się powstanie w 1971 roku drużyny rugby. Na stadionie grała również reprezentacji Polski w rugby, a także piłkarska kadra młodzieżowa. Finiszowały na nim też etapy wyścigów kolarskich. W latach 2018–2020 obiekt przeszedł kolejną modernizację.